# اندیس آنومالی کاظم‌آباد
آنومالی کاظم آباد یک اندیس فلزی است که در حوالی شهر ورچه استان مرکزی قرار دارد و مادهٔ معدنی موجود در آن، طلا است.  در این اندیس، پاراژنز‌های اسفالریت، اسمیت زونیت، همی مورفیت، منیتیت یافت می‌شوند.